# 上日川ダム
上日川ダム（かみひかわダム）は、山梨県甲州市、一級河川・富士川水系日川に建設されたダム。高さ87メートルのロックフィルダムで、東京電力リニューアブルパワーの発電用ダムである。同社の揚水式水力発電所・葛野川（かずのがわ）発電所の上池を形成。下池・葛野川ダム（松姫湖）との間で水を往来させ、最大120万キロワットの電力を発生する。ダム湖（人造湖）の名は大菩薩湖（だいぼさつこ）という。

## 概要
上日川ダムの型式は中央土質遮水壁型ロックフィルダム、高さは87メートルある。ダムは標高1,486メートルの地点に建設されており、日本のダム中3番目に高い標高にあるダムである。上位1位は南相木ダム（長野県南佐久郡南相木村、信濃川水系南相木川）、2位は野反ダム（群馬県吾妻郡中之条町、信濃川水系中津川）であり、いずれも東京電力リニューアブルパワーの管理する電力会社管理ダムである。上日川ダムの有効貯水容量は830万立方メートルであるが、これは下池の葛野川ダムとそれと全く同じである。

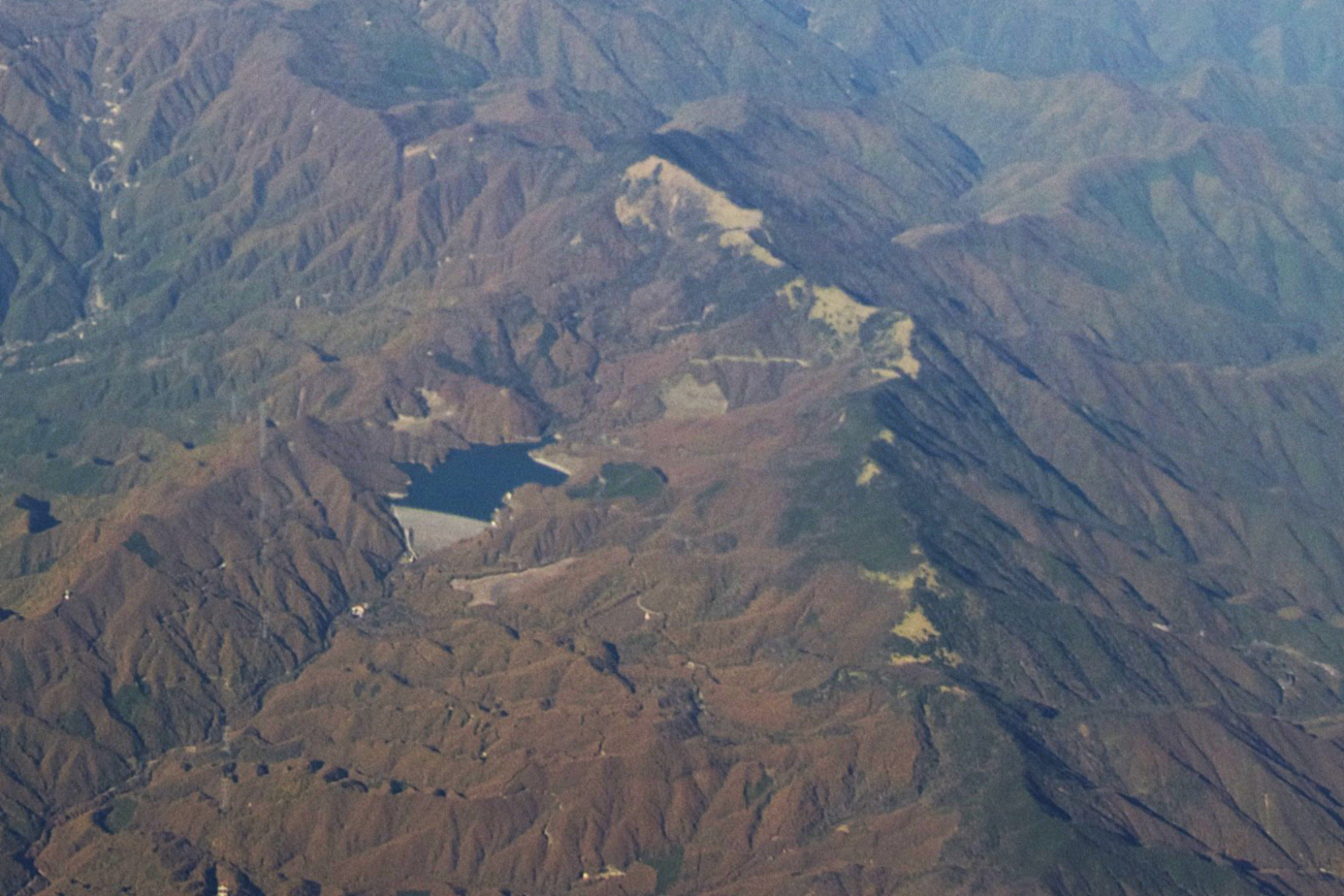
周辺環境。ダムの右上が
大菩薩嶺。

ダム本体は2000年（平成12年）より一般に開放されている。現地に案内員が常駐し、上日川ダムおよび葛野川発電所についての情報を得ることができる。ダムによって形成される人造湖は、日川の水源である大菩薩嶺にちなみ、大菩薩湖と命名された。天端から上流を望むと大菩薩嶺、逆に下流を望むと晴天時には富士山を見ることができる。湖の水位変動は極めて激しく、最大で21mの水位変動がある。このため釣りなどは極めて危険であり、立入る事はできない。

## 開発
富士川水系においては、明治以降に赤石山脈（南アルプス）の急峻な地形と豊富な水量が水力発電に適しているとして注目され、水力発電所が盛んに建設されるようになった。現在は東京電力のほか、日本軽金属が静岡県のアルミニウム工場に送電するための自家発電所および貯水池が支流の早川や佐野川に建設している。だが、概ね水路式の水力発電所であり、天竜川や大井川などのような大規模ダム式発電所は建設されていなかった。
東京電力は増え続ける電力需要に対応するべく揚水発電による新規電源開発計画を模索していたが、1989年より相模川水系と富士川水系という異なる2水系を利用した葛野川発電所の建設計画を立案した。富士川水系の主要河川である笛吹川支流の日川に上池・上日川ダムを、相模川水系葛野川支流の土室川に下池・葛野川ダムを建設。中間部に地下式発電所に4台の水車発電機を置き、最大160万キロワットの出力を得ようとした。
ダム・発電所は1991年（平成3年）より建設が開始され、1999年（平成11年）に上日川・葛野川両ダムが完成。発電所も一部運転が開始された。現在は計画の75パーセントに当たる120万キロワットを発電している。両ダム間の有効落差は714メートルあり、単段ポンプ水車を有する揚水発電所としては世界最大規模である。

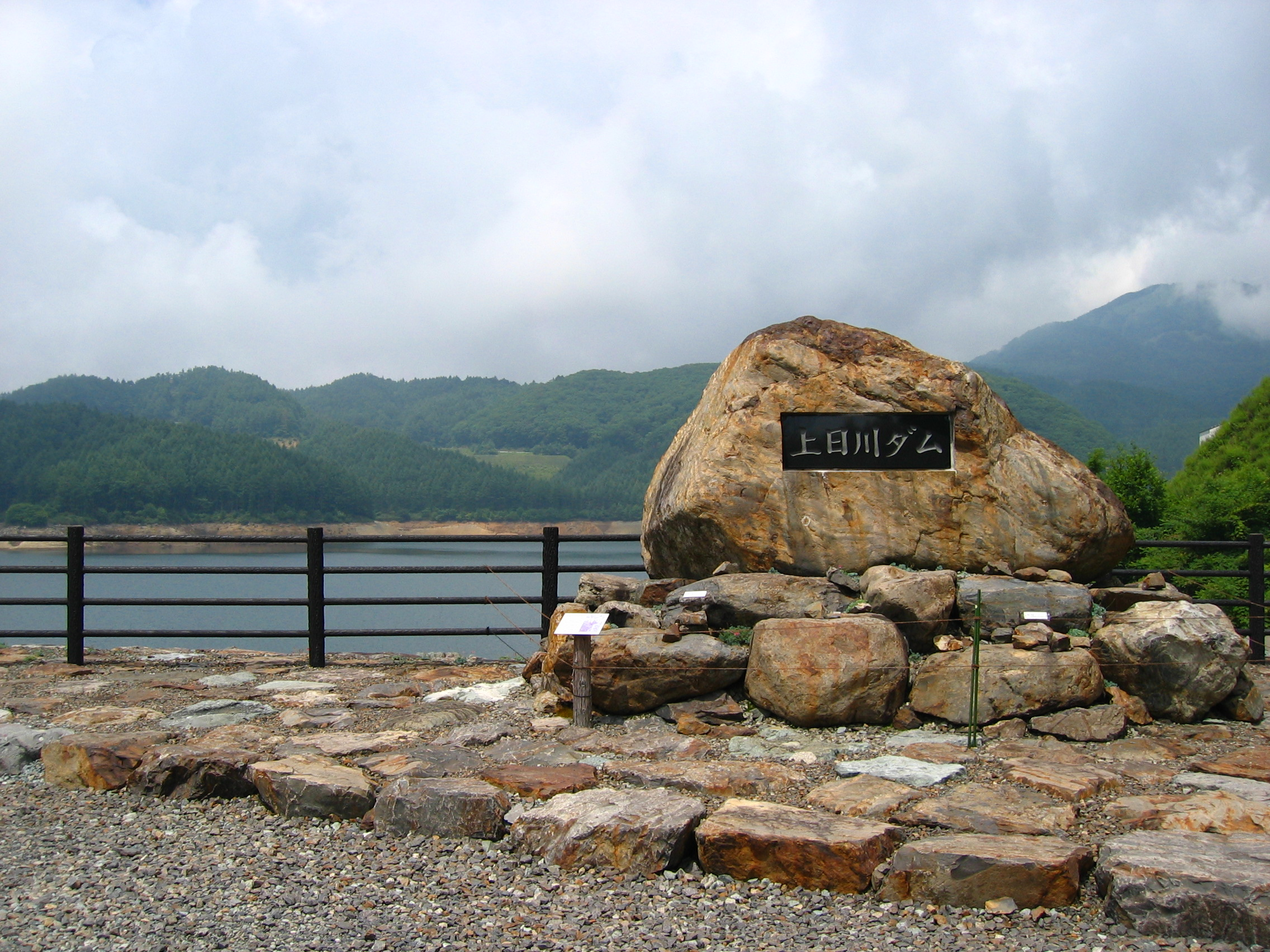
上日川ダムの碑
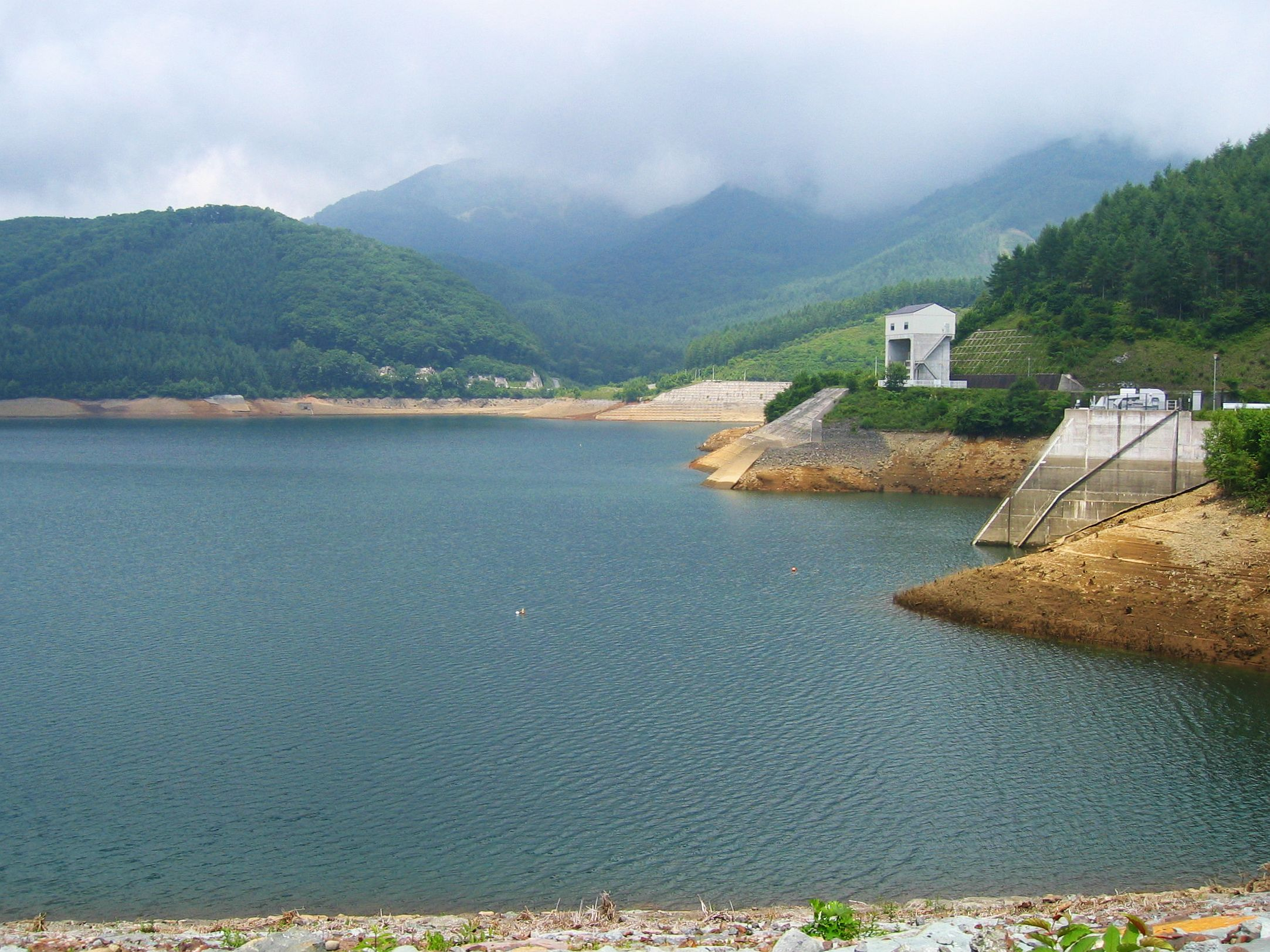
大菩薩湖
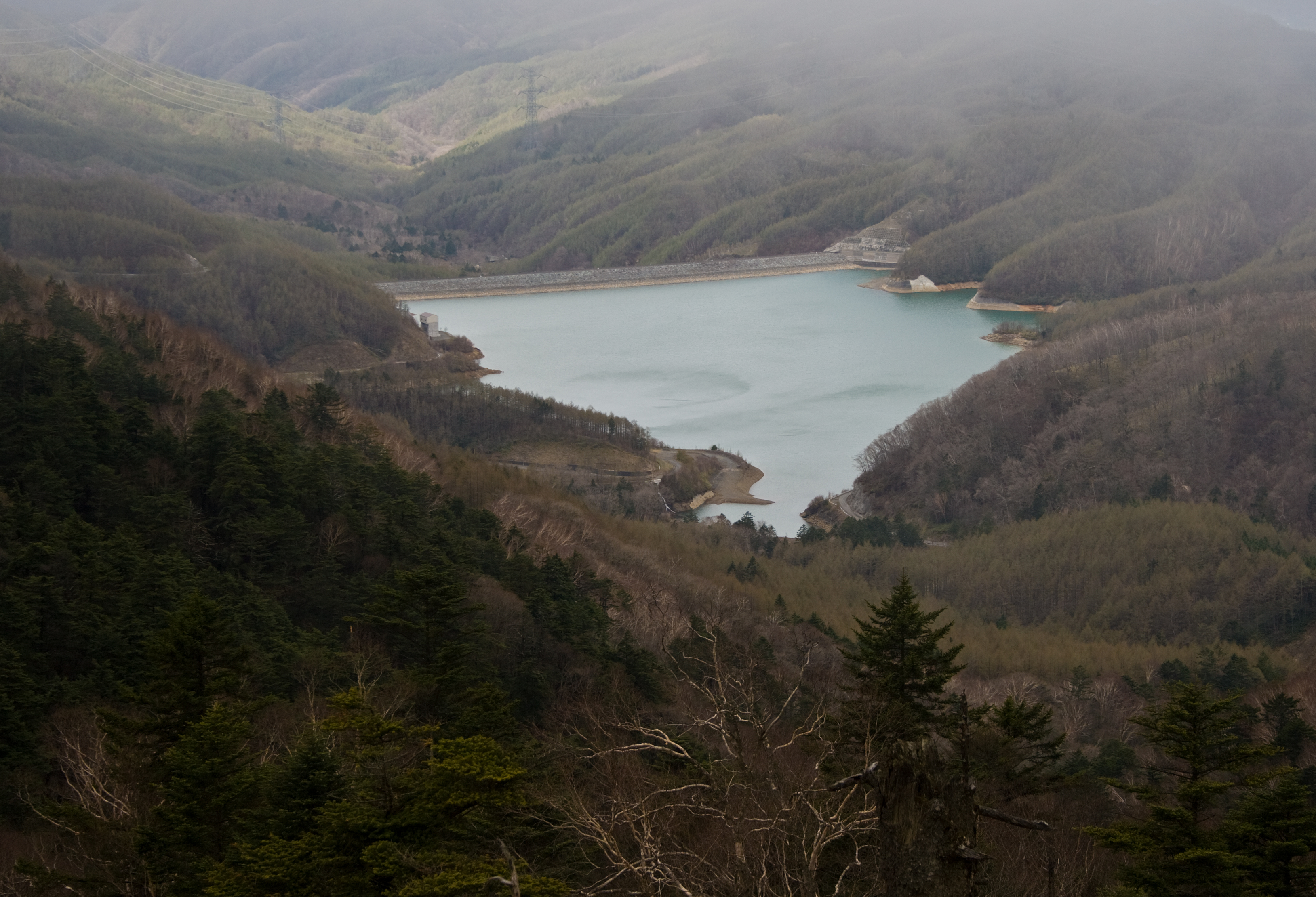
大菩薩湖 大菩薩峠より望む。
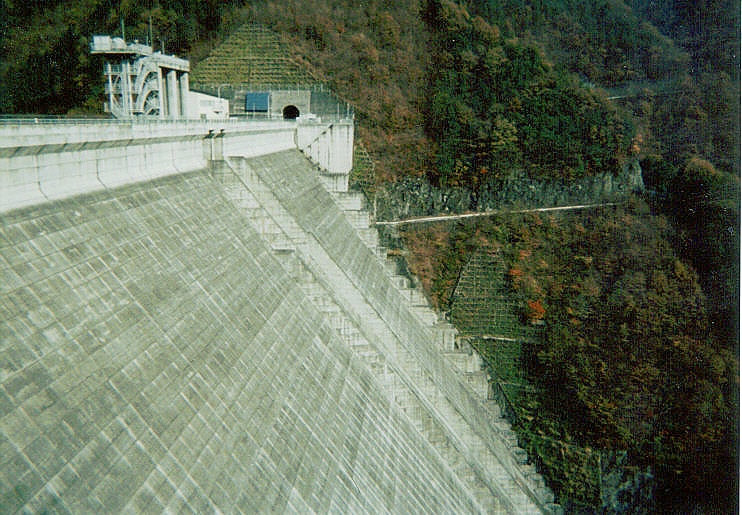
下池・葛野川ダム

## その他
ダムより日川沿いの道を上流へと進むと、中里介山の小説・『大菩薩峠』で知られる大菩薩峠に至る。一方、ダムより下ると日川渓谷や竜門峡といった名勝があり、紅葉の名所として知られる。また、嵯峨塩鉱泉や天目山棲雲寺といった観光名所も日川沿いにあるが、この付近は甲斐武田氏終焉の地としても有名である。1582年4月3日、織田信長・徳川家康・北条氏政連合軍の攻撃を受け新府城を追われた武田勝頼は、ダム下流の天目山棲雲寺へ逃れようとしたが、残りわずかの所で滝川一益らの軍勢に追いつかれ、勝頼以下全員戦死・自刃し武田氏は滅亡した。この天目山の戦い（田野の戦いとも呼ぶ）古戦場もダム下流にあり、「片手千人斬り」で有名な「土屋惣蔵昌恒自刃の碑」など往時を偲ぶ遺跡がある。

## アクセス
中央自動車道・勝沼インターチェンジから国道20号を新笹子トンネル方面へ向かい、日川を渡る手前の初鹿野橋北詰交差点を曲がり、山梨県道218号大菩薩初鹿野線を直進・北上すると上日川ダムに至る。国道411号（青梅街道）からも行く事ができるが、道幅が狭く、急カーブの続く山道なので国道20号経由の方が安全である。公共交通機関を利用する際は、JR東日本中央本線・甲斐大和駅が最寄の下車駅となる。